# لا ماكازا (كيبك)
لا ماكازا (بالإنجليزية: La Macaza, Quebec)‏ هي بلدية محلية في كيبيك تقع في كندا في Antoine-Labelle Regional County Municipality. يقدر عدد سكانها بـ 1,053 نسمة ومساحتها 175.50 كم2 .